# Hitachinaka

Hitachinaka (ひたちなか市 Hitachinaka-shi?) este un municipiu din Japonia, prefectura Ibaraki.